# المزحل
المزحل (به عربی: المزحل) یک روستا در سوریه است که در ناحیه سلحب واقع شده‌است. المزحل ۲٬۰۷۷ نفر جمعیت دارد.